# Palata Mazarović
Palata Mazarović je barokna palata peraške porodice Mazarović afilirane  bratstvu (kazadi) Smilo(j)evića.

## Lokacija
Nalazi se u jugoistočnom dijelu Perasta, u predjelu zvanom Luka, u drugom redu zgrada uz obalu, iza Bizetine i palate Balović. Prema istoku je palata Šestokrilović i kapela Sv. Otkupitelja. Iza su palata Mrša i crkva Rođenja Presvete Bogorodice. Povučena je od Glavne ulice, iznad starog puta, na dnu dubokih vrtova, gledano sa sjevera. I danas je veličinom prevladavajuća zgrada ovog dijela grada. Uz palatu se nalazi i starija kuća ove porodice, kuća renesansnih građevinskih osobina.

## Osobine
Datira iz sredine XVII stoljeća. Primer je kasnobaroknih palata s belvederom. Budući da je u drugom redu, niz kuća ispred nje koje izravno izlaze na stari put djelimice ju zaklanjaju. Brojni su otvori koji otvaraju pročelje. Krov je imao dva vidikovca. Južni belveder ove palate najveći je u Perastu. Središnji dio je visok četiri etaže i širok nekoliko metara. Zgrada ima ukupno četiri etaže.
Prizemni dio palate ima portal obrađen u bunjatu. Sa strane su dva ovalna prozora u baroknom stilu. Iznad prizemlja su dva sprata i belveder s baroknim volutama, na kojem se nalazi grb Mazarovića odnosno grb Smiloe. Na drugom spratu je balkon. kao dominirajući dio te etaže. Ima šest konzola. U stražnjem dijelu palate je dvoetažna kuhinja u vidu ankesa. Raspored prostorija sačuvan je u izvornom izdanju. U sredini se nalazi veliki salon. Na zidovima je autentični enterijer. Zidna dekoracija od maltera je sačuvana usprkos gotovo stoljetnoj izloženosti spoljašnjoj atmosferi.
Palata je danas u ruševnom stanju, duže od jednog stoljeća.